# 明救
明救（みょうぐ、天慶9年（946年）- 寛仁4年7月5日（1020年7月27日））は、平安時代中期の天台宗の僧。父は醍醐天皇の皇子有明親王。兄弟に大蔵卿源泰清らがある。

## 略歴
幼い頃に比叡山に上り、天台座主延昌僧正に師事して顕教・密教を学んだ。その後浄土寺（現在の京都慈照寺（銀閣寺）の近くにあった寺）に住したことから浄土寺の座主と称された。長徳4年（998年）頃から各方面より要請を受けて頻繁に修善・祈祷を行う。特にその長徳4年（998年）、藤原道長の病に修善を行ったのを初め、長保4年（1002年）には道長室源倫子の仁和寺大般若経供養奉仕、寛弘5年（1008年）の中宮藤原彰子御産をめぐる祈祷、長和2年（1013年）の道長の法性寺五壇修法奉仕など、道長一族に関するものが多く、また宮中関係の祈祷にもしばしば招請された。長和2年（1013年）、三条天皇の眼病平癒を内裏の裏仁殿において祈願し、権僧正に任じられ、寛仁3年（1019年）には僧正になり、同年天台座主にもなった。彼が生涯に行った修法は五壇法を初め安鎮法・不動法・七仏薬師法など多岐にわたり、また良源から眼病平癒の秘法を伝授されたとも伝えられる験者だった。寛仁4年7月5日（1020年7月27日）、75歳で入寂。
弟子には如源・尋空らがいた。